# Wachbach (Fluss)
Die (seltener auch der) Wachbach ist ein über 12 km langer Fluss im Main-Tauber-Kreis im nördlichen Baden-Württemberg, der nach insgesamt etwa nordnordwestlichem Lauf in Bad Mergentheim von links in die mittlere Tauber mündet.

## Name
Der Name des Gewässers hat im durchlaufenen taubergründischen Dialektgebiet überwiegend das weibliche Geschlecht. Das Bestimmungswort leitet sich von einem alten Personennamen Wacho ab.

## Geographie

### Verlauf
Die Wachbach fließt zur Gänze auf Mergentheimer Gemarkung und stets in nördlicher bis allenfalls nordwestlicher Richtung. Weil östlich ihres Tales der Lochbach recht nahe und fast parallel zur Tauber strebt, erreichen sie alle größeren Zuflüsse von links.
Sie entspringt im Dorf Rot, quert dann das Dorf Dörtel und wird kurz danach vom mit 5 km hier längeren Hachteler Bach gespeist. Danach durchfließt sie das Dorf Wachbach, wo ihr aus dem Ursprung ein nur wenig über 1,5 km langes Gewässer zuläuft. Weiter abwärts mündet die Stuppach wiederum von links, mit der zusammen die B 19 ins Tal tritt. Beim folgenden Neunkirchen am Beginn der geschlossenen Stadtbebauung Mergentheims fließt der längste Nebenfluss Althäuser Bach zu, der zusammen mit dem längeren seiner beiden Oberläufe fast 7 km erreicht. Im Lauf durch die Stadt berührt die Wachbach an deren Westseite die Altstadt, deren Norden schon in die breite Aue der Tauber reicht. Die Wachbach unterquert dann die Bahnstrecke Crailsheim–Königshofen und mündet knapp einen halben Kilometer später von links und Süden im Stadtbereich in die Tauber.
Nach ihrem 12,6 Kilometer langen Weg von Rot an bis zur Tauber mündet die Wachbach etwa 198 Höhenmeter unterhalb ihrer Quelle, ihr mittleres Sohlgefälle erreicht damit nicht ganz 16 ‰.

### Einzugsgebiet
Das oberirdische Einzugsgebiet umfasst 56,1 km², wovon dank der nach Größe stark dominanten linken Zuflüsse weniger als ein Viertel rechts des Laufes liegen. Naturräumlich zählt es zum Tauberland, mit dem allergrößten Teil zu dessen Unterraum Umpfer-Wachbach-Riedel, mit einem nur kleinen mündungsnahen in Mergentheim zum Unterraum Mittleres Taubertal. Seine höchste Erhebung ist der 436,1 m ü. NHN hohe Ölberg an der östlichen Wasserscheide Rot etwa einen Kilometer nordöstlich von Mergentheim-Rot, auf dem ein Wasserturm weiten Ausblick bietet.
Im Osten konkurriert von der Mündung aufwärts schon bald der recht nahe und lange in etwa paralleler Richtung zur Tauber laufende Lochbach, im Südosten ab dem Wasserturm von Herbsthausen grenzt kurz das obere Einzugsgebiet der in gleicher Richtung entwässernde und noch weiter aufwärts die Tauber erreichenden Aschbach. Im Süden verläuft die Wasserscheide zum Rißbach, der ebenso wie der an der Südwestseite des Einzugsgebietes jenseits entwässernde Erlenbach ein rechter Jagst-Zufluss ist. Im Nordwesten schließlich grenzt auf einem langen Abschnitt Umpfer-Einzugsgebiet an, dessen Abfluss nun wieder die Tauber unterhalb der Wachbach erreicht. Die hydrologisch bedeutendste Wasserscheide verläuft also an der Süd- und Südwestseite und trennt die großen Entwässerungsgebiete des Mains diesseits und des Neckars jenseits.
Bis auf einen kleinen Zwickel im Süden, der zu Mulfingen gehört, liegt das Einzugsgebiet ganz auf Mergentheimer Gemarkung.

### Zuflüsse und Seen
Liste der Zuflüsse und  Seen von der Quelle zur Mündung. Gewässerlänge, Seefläche, Einzugsgebiet und Höhe nach den entsprechenden Layern auf der Onlinekarte der LUBW. Andere Quellen für die Angaben sind vermerkt.
Quelle der Wachbach auf etwa 384 m ü. NHN zwischen Kreuz- und Hallenstraße im Dorf Rot der Stadt Bad Mergentheim.
- Durchfließt auf rund 335 m ü. NHN das Hochwasserrückhaltebecken Dörtel auf halbem Weg von Rot zum Weiler Dörtel, 0,8 ha. Vom 15,4 m hohen Damm werden dauerhaft 22.000 m², bei Hochwasser weitere bis zu 152.000 m² Wasser zurückgehalten.[LUBW 7]
- (Bach aus der Dörteler Klinge), von rechts und Südosten auf etwa 296 m ü. NHN im Weiler Dörtel, 0,9 km und 1,5 km². Entsteht auf 336,3 m ü. NHN[LUBW 8] im Gewann Pfaffenbaum in einem buchenbewachsenen Geländeriss. Unbeständig.
- Hachteler Bach, von links und Süden auf etwa 272 m ü. NHN halben Wegs zwischen Dörtel und dem Dorf Wachbach, 5,1 km und 9,0 km².
 Dieser Oberlauf ist hydrologisch gesehen der Hauptstrang-Oberlauf der Wachbach, denn diese selbst hat bis hierher erst eine Länge von 3,9 km und ein Einzugsgebiet von 6,5 km².[LUBW 9]
  -  Entfließt auf etwa 420 m ü. NHN dem größeren von zwei aneinandergrenzenden Weihern am Nordrand des Hagenholzes östlich von Mulfingen-Azenweiler, zusammen 0,3 ha, und fließt dem ersten knappen Kilometer westwärts auf den Siedlungsplatz zu, cor dem er dann nach Nord abknickt.
  -  Durchfließt auf 337 m ü. NHN[4] das Hochwasserrückhaltebecken Hachtel auf halbem Weg von Azenweiler zum Dorf Hachtel von Bad Mergentheim, 1,1 ha. Vom 13 m hohen Damm werden dauerhaft 22.000 m², bei Hochwasser bis zu weiteren 153.000 m² Wasser zurückgehalten.[LUBW 7]
  - Förstlegraben, von links und Westen auf etwa unter 315 m ü. NHN kurz vor dem Ortsrand von Hachtel, 0,2 km und ca. 1,4 km².[LUBW 10] Entsteht auf unter 305 m ü. NHN.
Im oberen Teil des Einzugsgebietes laufen zwei feldwegbegleitende Gräben zusammen, die am Rand des Stöckerbilds und in ihm entstehen; von der mündungsfernsten Quelle des linken in diesem Wald an ist die Tallinie ca. 1,8 km[LUBW 11] lang.
  - Maulgraben, von links und Westen auf etwa 297 m ü. NHN in Hachtel, 0,8 km und ca. 0,8 km².[LUBW 10] Entsteht auf etwa 345 m ü. NHN im Straßengraben neben der Talsteige der L 2845 vom Mergentheimer Dorf Rengershausen her.
  - (Bach aus der Eschentalklinge), von links und zuletzt Westen auf etwa 279 m ü. NHN nach Hachtel, 1,5 km und ca. 0,8 km².[LUBW 10] Entsteht auf etwa 374 m ü. NHN zwischen Feldern südlich der Aussiedlerhofgruppe Schafhof auf dem Hüttenberg und läuft auf der ersten Hälfte seines Weges nordöstlich.
  -  Durchfließt auf ca. 265 m ü. NHN das Hochwasserrückhaltebecken Wachbach (ohne Dauereinstau) vor dem Dorf Wachbach. Vom 5,4 m hohen Damm werden bei Hochwasser bis zu 44.000 m² Wasser zurückgehalten.[LUBW 7]
- (Mühlkanal nach Wachbach), von rechts auf etwa 257 m ü. NHN im südlichen Wachbach, 0,8 km. Geht zuvor auf 263,8 m ü. NHN[LUBW 2] kurz nach dem Damm des vorigen nach rechts ab.
- Ursprung, von links und Südwesten auf knapp 255 m ü. NHN in Wachbach, 1,7 km und ca. 2,9 km².[LUBW 10] Entspringt auf etwa 302 m ü. NHN dem Schafbrunnen nordwestlich des Schafhofs.
- (Mühlkanal in Wachbach), von links am Ritterplatz vor dem Wachbacher Schloss, 0,3 km. Verdolt, geht auf etwa 255 m ü. NHN am Eichmühlweg vom Ursprung nach links ab.
- Wolfentalgraben, von rechts und Nordosten auf etwa 244 m ü. NHN gleich nach Wachbach, 1,0 km und ca. 1,5 km².[LUBW 10] Entsteht auf etwa 285 m ü. NHN im Wolfental wenig nordöstlich von Wachbach.
- Stuppach, von links und Süden auf 227,4 m ü. NHN[LUBW 2] weniger als 1,5 km vor dem Dorf Neunkirchen, 5,7 km und 10,6 km². Entsteht auf etwa 360 m ü. NHN in der nach Westen offenen Flurbucht Aschgrund des Waldes auf dem Zwerchenberg etwa 2 km südöstlich des Mergentheimer Dorfes Stuppach.
  - Löchlegraben, von links und Südwesten auf etwa 270 m ü. NHN in Stuppach, 1,4 km und ca. 2,5 km².[LUBW 10] Entsteht auf etwa 314 m ü. NHN neben einem Feldweg in der Flurbucht Löchle im Stuppacher Wald.
  - Lillstadter Bach, von rechts und Südosten auf etwa 247 m ü. NHN, 0,6 km und ca. 1,7 km².[LUBW 10] Entsteht auf etwa 275 m ü. NHN am Nordwestrand des Weilers Lillstadt.
- Durchfließt auf etwa 222 m ü. NHN das Hochwasserrückhaltebecken Neunkirchen (ohne Dauereinstau) etwa einen Kilometer vor dem Dorf Bad Mergentheim-Neunkirchen. Vom 6 m hohen Damm werden bei Hochwasser bis zu 144.000 m² Wasser zurückgehalten.[LUBW 7]
- Althäuser Bach, von links auf etwa 215 m ü. NHN in Neunkirchen, 1,8 km auf dem Namensabschnitt und 6,8 km mit dem linken Oberlauf Brunnentalbach sowie 14,5 km². Entsteht auf etwa 240 m ü. NHN im Dorf Althausen von Mergentheim aus dem Zusammenfluss seiner beiden Oberläufe.
  - Brunnentalbach, linker und südwestlicher Oberlauf, 3,7 km und ca. 5,3 km².[LUBW 10] Entsteht auf knapp 340 m ü. NHN im Rechental.
  - Lustbronner Bach, rechter und südsüdwestlicher Oberlauf, 3,1 km und ca. 4,7 km².[LUBW 10] Entsteht auf etwa 302 m ü. NHN am Südostrand des Weilers Lustbronn von Mergentheim.
    -  Passiert auf etwa 265 m ü. NHN einen Teich am linken Ufer, 0,4 ha.

  - (Graben aus dem Wolfental) , von links und Westnordwesten auf etwa 225 m ü. NHN am Ortsanfang von Neunkirchen, 1,8 km und ca. 2,6 km².[LUBW 10] Entsteht auf etwa 280 m ü. NHN am Zusammenlauf der Waldklingen Wolfklinge und Etzenklinge am Waldrand.

Mündung der Wachbach von links und zuletzt Süden auf 197,7 m ü. NHN in Bad Mergentheim zwischen der Tauberbrücke der Wolfgangsstraße und dem Steg talab davon von links und Süden in die mittlere Tauber. Die Wachbach ist 12,6 km lang und hat ein Einzugsgebiet von 56,1 km². Der Fließweg, der am Ursprung seines am Zusammenfluss längeren Nebenfluss Hachteler Bach beginnt, erreicht sogar 13,8 km.

### Flusssystem Tauber
- Fließgewässer im Flusssystem Tauber

### Hochwasserrückhaltebecken
Die Hochwasserrückhaltebecken werden alle vom Wasserverband Kaiserstraße betrieben, haben Erddämme und werden vom gestauten Gewässer durchflossen (Hauptschluss). Das Dörteler und das Wachbacher Becken lassen ungesteuert ab, das Hachteler und das Neunkirchener gesteuert.
| Name | Lage | Lage | Lage        | Gestautes Gewässer und Abfluss | Stauraum in m3 | Stauraum in m3 | EZG      | Staufläche | Staufläche | Dammhöhe | Baujahr |
| |      |      | Ort         |                                | Maximal        | Dauer          |          | Max        | Dauer      |          |         |
| --- | ---- | ---- | ----------- | ------------------------------ | -------------- | -------------- | -------- | ---------- | ---------- | -------- | ------- |
| HRB Dörtel | ⊙    | vor  | Dörtel      | Wachbach                       | 174.000        | 022.000        | 03,3 km2 | ?          | 00,8 ha2   | 15,43 m  | 1972    |
| HRB Hachtel | ⊙    | vor  | Hachtel     | Hachteler Bach → Wachbach      | 175.000        | 022.000        | 03,5 km2 | ?          | 01,1 ha2   | 13,00 m  | 1972    |
| HRB Wachbach | ⊙    | vor  | Wachbach    | Wachbach                       | 044.100        | –              | 16,2 km2 | ?          | –          | 05,40 m  | 2004    |
| HRB Neunkirchen | ⊙    | vor  | Neunkirchen | Wachbach                       | 144.000        | –              | 37,0 km2 | ?          | –          | 06,00 m  | 2005    |
| Angaben zu Stauraum, Dammhöhe und Baujahr und zur gewöhnlichen Fläche der dauereingestauten Becken jeweils nach der amtlichen Gewässerkarte. Rückhaltebecken mit Eintrag „–“ in der Spalte für den Dauerstauraum sind gewöhnlich wasserlos. Die Einzugsgebiete wurden auf ihr abgemessen, unter weitestmöglicher Übernahme der Flächenwerte für die hierfür nicht zu zerschneidenden Teileinzugsgebiete. |      |      |             |                                |                |                |          |            |            |          |         |

## Geologie
Die Wachbach entsteht und mündet im Muschelkalk. Die Quelle in Rot liegt im Oberen Muschelkalk, der auch die Höhenrücken im Einzugsgebiet unterhalb aufbaut. Nur auf einem Randstreifen im Süden vom Ölberg ab im Bogen um Rot herum, dann in westlichem Abschluss in einem weiteren um das Quellgebiet des Hachteler Bachs herum und weiter bis zur Waldhöhe Stöckerbild südwestlich von Hachtel liegt dem Muschelkalk noch Lettenkeuper (Erfurt-Formation) auf. In den Tälern setzt bald der Mittlere Muschelkalk ein, im Falle der Wachbach selbst schon vor dem Rückhaltebecken auf dem Weg nach Dörtel. Etwa ab dem Zufluss des Hachteler Bachs und bis an den Rand der Mergentheimer Altstadt läuft die Wachbach dann im Unteren Muschelkalk. Er mündet im breiten Auenlehmstreifen des weiten Taubertals.
Der Muschelkalk ist verkarstet, über Markierungsversuche ist nachgewiesen, dass der Wachbach auch Niederschläge aus Gebieten außerhalb des oberirdischen Einzugsgebiets zufließen. Dies trifft insbesondere auf den Langen Grund zu, ein oberirdisch abflussloses Gebiet östlich von Assamstadt, dessen Niederschläge über die Stuppacher Ortsquelle in das Einzugsgebiet der Wachbach gelangen.
Die quartären Füllungen im eigenen Tal beginnen schon ab Dörtel und weiten sich flussabwärts mehr und mehr. Ebenfalls quartär abgelagerte Lösssediment-Inseln liegen vielerorts auf den hohen Kammlagen neben den Tälern, in welchen selbst es unter einer Schuttzone an den Böschungen am Hangfuß auch oft eine Zone lössführender Fließerde gibt.
Gleich unterhalb von Wachbach beginnen auf beiden Seitenhöhen nahe Störungslinien mit der Hochscholle zum Tal hin, die etwa in Talrichtung ziehen und im weiteren Verlauf unterhalb von Mergentheim ebenso das untere Tal der Tauber rahmen, welche nach ihrem Westlauf durch die Stadt in Fortsetzung der Wachbach-Richtung nordnordwestlich abknickt.

## Natur und Umwelt

### Gewässergüte
Die Wachbach war mit Stand von 2004 auf ihrem ganzen hierfür erfassten Lauf ab dem Zufluss des Hachteler Bachs bis zur Mündung mäßig belastet (Güteklasse II).

### Schutzgebiete
Außer den Tälern der im Abschnitt zu den Zuflüssen genannten Wasserläufe gibt es noch etliche diesen zulaufende Trockentäler.
Um den oberen Hachteler Bach gibt es einige als Naturdenkmal geschützte kleine Heideflächen, an den Oberläufen des Althäuser Bachs zwei Standorte seltener Pflanzen mit selbem Schutzstatus. Am Kleinen Knöckle neben dessen linkem Oberlauf Brunnentalbach ist eine ehemalige Waldweide in einem buchengeprägten Wald als 6,1 ha großes Naturschutzgebiet ausgewiesen. Im gesamten Einzugsgebiet gibt es an den Hanglagen zahlreiche Trocken- und Magerrasenbiotope, Feldhecken und wenigstens eine Wacholderheide. Große Teile des Einzugsgebietes liegen in Wasserschutzgebieten. Von wenig nach dem Zufluss der Stuppach bis an die Mündung erstreckt sich das Quellenschutzgebiet für die Bad Mergentheimer Mineralquellen. An der Pfarrkirche Mariä Krönung mit dem Bild der Stuppacher Madonna ist eine Ortsquellenfassung als Geotop klassifiziert.

## Geschichte

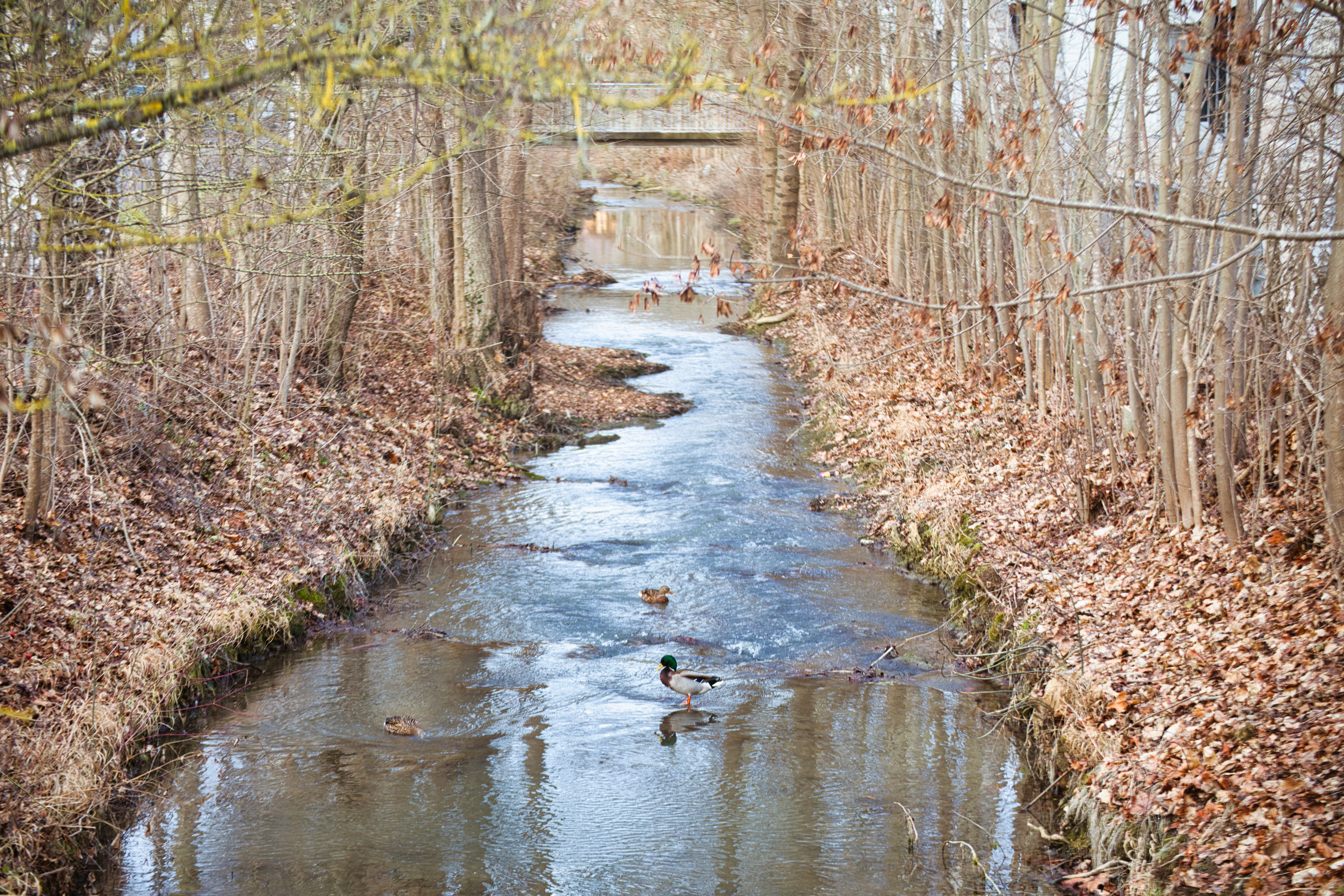
Die Wachbach in der Nähe des ehemaligen Eissees in Bad Mergentheim

Das Wasser der Wachbach speiste früher die Festungsgräben der Ordensresidenz in Bad Mergentheim.
Die Straßenbezeichnung „Am Eissee“ erinnert heute noch daran, dass der sogenannte Mergentheimer Eissee an kalten Wintertagen über ein Wehr mit dem Wasser der Wachbach geflutet wurde. Bis zum Jahre 1920 gewannen die örtlichen Bierbrauer dort ihr Eis für die Kühlung. Dafür wurden die Wiesen geflutet und Eisplatten gewonnen. Anschließend wurde das Eis dann entweder in Eiskeller gebracht oder direkt in den Braukellern eingelagert. Dort war es kalt genug, damit das Eis für die Bierkühlung bis zum Sommer gelagert werden konnte.

### LUBW
Amtliche Online-Gewässerkarte mit passendem Ausschnitt und den hier benutzten Layern: Lauf und Einzugsgebiet der Wachbach

Allgemeiner Einstieg ohne Voreinstellungen und Layer: Daten- und Kartendienst der Landesanstalt für Umwelt Baden-Württemberg (LUBW) (Hinweise)
1. 1 2  Höhe nach dem Höhenlinienbild auf dem Hintergrundlayer Topographische Karte.
2. 1 2 3 4  Höhe nach blauer Beschriftung auf dem Hintergrundlayer Topographische Karte.
3. 1 2 3  Länge nach dem Layer Gewässernetz (AWGN).
4. 1 2  Einzugsgebiet nach dem Layer Aggregierte Gebiete 05.
5. 1 2  Seefläche nach dem Layer Stehende Gewässer.
6. 1 2  Einzugsgebiet nach dem Layer Basiseinzugsgebiet (AWGN).
7. 1 2 3 4 5  Staudaten des Rückhaltebeckens nach dem Layer Stauanlage.
8. ↑  Höhe nach schwarzer Beschriftung auf dem Hintergrundlayer Topographische Karte.
9. ↑  Einzugsgebiet aufsummiert aus den Teileinzugsgebieten nach dem Layer Basiseinzugsgebiet (AWGN).
10. 1 2 3 4 5 6 7 8 9 10 11  Einzugsgebiet abgemessen auf dem Hintergrundlayer Topographische Karte.
11. ↑  Länge abgemessen auf dem Hintergrundlayer Topographische Karte.
12. ↑  Schutzgebiete nach den einschlägigen Layern, Natur teilweise nach dem Layer Biotop.

### Andere Belege
1. ↑  Modellierte Werte nach Abfluss-BW Gewässerknoten MQ/MNQ
2. ↑  Albrecht Greule: Deutsches Gewässernamenbuch. Walter de Gruyter, Berlin / Boston 2014, ISBN 978-3-11-057891-1, S. 568, „Wachbach“ (Auszug in der Google-Buchsuche).
3. ↑  Wolf Dieter Sick: Geographische Landesaufnahme: Die naturräumlichen Einheiten auf Blatt 162 Rothenburg o. d. Tauber. Bundesanstalt für Landeskunde, Bad Godesberg 1962. → Online-Karte (PDF; 4,7 MB)
4. ↑  Höhe nach blauer Beschriftung auf Layer WMS ARKIS Digitale Topographische Karte 1:10.000 Farbkombination. auf: Geoportal Baden-Württemberg (Hinweise)
5. ↑  Horst Jungbauer: Karsthydrogeologische Untersuchungen im Muschelkalk zwischen der Hohenloher Ebene und dem Taubergrund südlich von Bad Mergentheim, Nordwürttemberg. Hochschulschrift, Universität Stuttgart 1983. Zitiert nach: Thomas Schöber, Theo Simon: Hydrogeologie und Verkarstung im Taubergrund und in Osthohenlohe. Exkursion L am 2. April 2005. In: Jahresberichte und Mitteilungen des Oberrheinischen geologischen Vereins. N.F. 87(2005), S. 303–317, hier S. 305–308.
6. ↑  Geologie grob nach: Mapserver des Landesamtes für Geologie, Rohstoffe und Bergbau (LGRB) (Hinweise)
7. ↑  Biologische Gewässergütekarte 1 : 350.000 der Landesanstalt für Umweltschutz Baden-Württemberg (PDF; 11,7 MB)
8. ↑  Artikel Die Wachbach speiste die Festungsgräben (Seite nicht mehr abrufbar. Suche in Webarchiven) auf www.fnweb.de.
9. ↑  Fränkische Nachrichten: Historisches. Früher wurde bei Minustemperaturen Natureis für die örtlichen Brauereien gewonnen. Erinnerung nur noch im Straßennamen. 3. März 2018. Online unter www.fnweb.de. Abgerufen am 23. November 2019.